# Yoldia amygdalea
Yoldia amygdalea är en musselart som beskrevs av Achille Valenciennes 1846. Yoldia amygdalea ingår i släktet Yoldia och familjen Yoldiidae. Inga underarter finns listade i Catalogue of Life.